# Desa Sukapura (administrativ by i Indonesien, lat -6,95, long 108,07)
Desa Sukapura är en administrativ by i Indonesien.   Den ligger i provinsen Jawa Barat, i den västra delen av landet, 160 km sydost om huvudstaden Jakarta.